# Euurobracon forticornis
Euurobracon forticornis är en stekelart som först beskrevs av Cameron 1905.  Euurobracon forticornis ingår i släktet Euurobracon och familjen bracksteklar. Inga underarter finns listade i Catalogue of Life.